# Jia Qinglin
Dans ce nom chinois, le nom de famille, Jia, précède le nom personnel.
Jia Qinglin, né en mars 1940 à Botou dans la province du Hebei, est un homme politique chinois. Jia est quatrième dans la hiérarchie du comité permanent du bureau politique du Parti communiste chinois (PCC), et président de la Conférence consultative politique du peuple chinois (CCPPC).
Un des alliés et protégés de l'ancien Président de la République populaire de Chine, Jiang Zemin, son ascension au Politburo est due à cette relation.[réf. nécessaire]
Jia Qinglin fut le plus haut dirigeant chinois qui participa aux funérailles de Zhao Ziyang. Avec la transition de pouvoir à Hu Jintao en 2005, Jia semble être chargé de la coordination des affaires avec Taiwan.[réf. nécessaire]

## Biographie
Jia Qinglin a adhéré au PCC en décembre 1959. Après être sorti de l'Institut polytechnique du Hebei, il a travaillé entre 1962 et 1978 comme technicien puis après 1973 comme chef de bureau dans le cabinet du premier ministre de l'Industrie mécanique.
Entre 1978 et 1983, il était directeur général de la société nationale d'import-export de machines et d'équipements.
Entre 1983 et 1985, il était directeur de l'usine de machines lourdes de Taiyuan et secrétaire du comité du PCC pour cette entreprise.
Entre 1985 et 1994, Jia était membre puis secrétaire du comité permanent du comité provincial du Fujian du PCC et enfin vice-gouverneur et gouverneur de cette province.
Entre 1994 et 1996, il était secrétaire du comité provincial du Fujian du PCC et président du comité permanent de l'Assemblée populaire de cette province.
Entre 1996 et 2002, il était secrétaire adjoint puis secrétaire du comité municipal de Pékin du PCC, maire adjoint puis maire de Pékin, membre du comité central du PCC, puis membre du bureau politique du PCC (15e Politburo et 17e).
Jia est membre du bureau politique du PCC, élu au 16e congrès du PCC en 2002, et président du comité national de la conférence consultative politique du peuple chinois, élu par le comité national de cette organisation en mars 2003.